# Naravni rezervat za okapije
Naravni rezervat za okapije (francosko Réserve de faune à okapis) je naravni rezervat v pragozdu Ituri na severovzhodu Demokratične republike Kongo, blizu meje z Južnim Sudanom in Ugando. Ustanovljen je bil leta 1992 pod okriljem nevladne organizacije Okapi Conservation Project za zaščito ogroženega okapija, kopitarja iz družine žiraf, in njegovega habitata. Obsega približno 14.000 km², kar predstavlja petino pragozda Ituri, na njegovem ozemlju pa prebiva šestina od ocenjenih 10–15.000 preostalih okapijev, ki še živijo v naravi. Poleg tega je bilo na tem območju zabeleženih sto drugih vrst sesalcev, med njimi 17 vrst prvakov, 376 vrst ptic in številne endemne rastline. Zaradi pomena za varstvo izjemno bogate biotske raznovrstnosti tega območja je bil leta 1996 vpisan v seznam Unescove svetovne dediščine.
Okapi Conservation Project na območju parka izvaja različne okoljevarstvene programe, ki vključujejo vzdrževanje ekipe oskrbnikov in nadzornikov z družinami, gradnjo in vzdrževanje infrastrukture, razmnoževanje okapijev v ujetništvu, izdelavo izobraževalnih in informativnih vsebin ter vodenje obiskovalcev, pa tudi financiranje infrastrukture za lokalno prebivalstvo.

## Ogroženost
Že leto po vpisu med Unescovo svetovno naravno dediščino je Odbor za svetovno dediščino opredelil Naravni rezervat za okapije kot ogrožen zaradi politične nestabilnosti v državi, ki jo vse od 1990. let pretresa medetnično nasilje. To je spodbudilo razmah krivolova, izsekavanja pragozda, divjega poseljevanja in delovanje površinskih kopov zlata.
Spremljanje populacije je razkrilo, da je število okapijev v parku med državljansko vojno v letih 1995 do 2007 padlo za 43 %, v naslednjih petih letih pa še skoraj za polovico preostanka. Podobno se je zgodilo z afriškimi savanskimi sloni, ki imajo prav tako močno populacijo v parku.
Leta 2012 se je zgodil odmeven incident, ko je tolpa militantov napadla upravni kompleks in raziskovalno postajo Epulu, pobila šest zaposlenih in vse okapije iz programa vzreje v ujetništvu ter podrla več zgradb. V novem napadu blizu Mambase v drugem delu parka je umrlo pet nadzornikov.